# Ciekoty
Ciekoty – wieś w Polsce położona w województwie świętokrzyskim, w powiecie kieleckim, w gminie Masłów.
W latach 1975–1998 miejscowość administracyjnie należała do województwa kieleckiego.

## Położenie
Wieś położona jest w Dolinie Wilkowskiej w Górach Świętokrzyskich. Znajduje się u stóp Pasma Masłowskiego, na północ od szczytu Radostowej. Przez Ciekoty przepływa rzeka Lubrzanka. Znajduje się tu zbiornik retencyjny wykorzystywany do celów rekreacyjnych.
Dojazd z Kielc zapewniają autobusy komunikacji miejskiej linii 10 oraz 38.

## Części wsi
| SIMC    | Nazwa         | Rodzaj    |
| ------- | ------------- | --------- |
| 0249840 | Ciekoty-Górka | część wsi |
| 0249857 | Niwa          | część wsi |
| 0249863 | Parcela       | część wsi |

## Turystyka
Ciekoty są punktem początkowym  niebieskiej ścieżki rowerowej prowadzącej do Woli Kopcowej oraz  niebieskiej ścieżki rowerowej prowadzącej do Dąbrowy.
Przez wieś przechodzi  niebieski szlak turystyczny im. E. Wołoszyna z Wąchocka do Cedzyny oraz  czerwony szlak rowerowy z Cedzyny do Nowej Słupi.

## Stefan Żeromski
W miejscowości tej mieszkał w latach 1871–1883 Stefan Żeromski. Jego rodzice, Wincenty Żeromski i Józefa z Katerlów, wydzierżawili Ciekoty w 1869 r. Budynek dworu nie zachował się do czasów współczesnych (spłonął w 1901 r.). W jego miejscu w 2010 powstał ośrodek Szklany Dom na który składa się centrum edukacyjne i rekonstrukcja dworku szlacheckiego
Pozostałości parku dworskiego zostały wpisane do rejestru zabytków nieruchomych (nr rej.: A.416 z 17.12.1957).